# 奥里奥尔·罗加·巴塔利亚
奥里奥尔·罗加·巴塔利亚（Oriol Roca Batalla，加泰隆尼亞語：[uriˈɔl ˈrɔkə βəˈtaʎə]，西班牙語：[oˈɾjol ˈroka βaˈtaʎa]；1993年4月30日—），西班牙男子网球运动员。截至2025年4月，罗加·巴塔利亚在ATP挑战巡回赛上有2个单打和8个双打冠军。
罗加·巴塔利亚于2015年9月19日在摩洛哥蓋尼特拉首次打入ATP挑戰賽单打决赛，之后在2015年在巴塞罗那网球公开赛中首次参加ATP巡回赛正赛双打比赛，当时他与赫拉尔德·格拉诺勒斯搭档并凭借外卡参赛。
他在2018年瑞士格施塔德公开赛中以幸运落败者身份首次参加ATP单打正赛，击败保羅·洛倫齊取得ATP首胜，随后不敌費利西亞諾·洛佩斯。他于2023年在布拉加网球公开赛赢得首个ATP挑战赛单打冠军，并于2024年在突尼斯网球公开赛夺得第二个冠军。

## ATP挑战赛决赛

### 单打：4 (2冠军)
| 结果 | 胜-负 | 日期      | 巡回赛           | 级别   | 场地 | 对手                   | 比分           |
| ---- | ----- | --------- | ---------------- | ------ | ---- | ---------------------- | -------------- |
| 负   | 0-1   | 2015年9月 | 蓋尼特拉, 摩洛哥 | 挑战赛 | 泥地 | 罗伯托·卡瓦列斯·巴埃纳 | 1-6, 1-5 退赛. |
| 负   | 0–2   | 2023年8月 | 奥格斯堡, 德国   | 挑战赛 | 泥地 | 卡洛斯·塔韦内          | 4–6, 4–6       |
| 胜   | 1–2   | 2023年9月 | 布拉加, 葡萄牙   | 挑战赛 | 泥地 | 杜耶·艾杜科维奇        | 4–6, 6–1, 6–1  |
| 胜   | 2–2   | 2024年5月 | 突尼斯市, 突尼斯 | 挑战赛 | 泥地 | 瓦朗坦·鲁瓦耶          | 7–6(7–5), 7–5  |